# 2568 Maksutov
A 2568 Maksutov (ideiglenes jelöléssel 1980 GH) a Naprendszer kisbolygóövében található aszteroida. Zdenka Vávrová fedezte fel 1980. április 13-án.